# Centrale photovoltaïque de Shigatse
La centrale photovoltaïque de Shigatsé (chinois simplifié : 日喀则太阳能光伏电站 ; pinyin : rìkāzé tàiyángnéng guāngfú diànzhàn), inaugurée le 6 juillet 2011, est située à 3 km au nord-ouest de Shigatsé, la deuxième plus grande ville de la région autonome du Tibet. Elle a été raccordée au réseau en juillet 2011.

## Description
La centrale photovoltaïque de Shigatsé est implantée dans la zone industrielle photovoltaïque de Shigatsé à environ 3 km au nord-ouest de la ville, à une altitude de 3 895 mètres. La ville bénéficie d'un ensoleillement annuel de plus de 7 500 MJ/m2.
Elle a été construite par le groupe Linuo Power, une entreprise spécialisée dans la construction et l'exploitation de centrales solaires ayant son siège dans la province côtière du Shandong, située dans l'est du pays. Cette province a fourni le financement de 800 millions de yuans, soit environ 112 millions d'euros,.
La centrale est composée de 52 000 panneaux solaires. 16 168 pieux à vis, enfoncés dans le sol à la profondeur de 1,5 m, servent de supports aux panneaux solaires. Remplaçant le béton, ces pieux sont moins destructeurs pour le sol et sont donc préférés à chaque fois que leur implantation est possible. Cette centrale doit permettre d'alimenter en électricité 100 000 foyers, principalement des fermiers et éleveurs.
La centrale, qui couvre 30 hectares, a été raccordée au réseau en juillet 2011. D'une puissance de 10 MW, elle peut produire jusqu'à 20 millions de kWh par an,. C'est la seconde de cette puissance, après la centrale photovoltaïque de Yangbajing, lancée plus tôt, la même année.
En 2012, deux autres projets de centrales étaient en construction dans la zone industrielle photovoltaïque de Shigatsé, l'un par LDK Solar (en) (60 MW), l'autre par Chaorisolar (10 MW).
En 2013, la centrale photovoltaïque de Ngari, ajoute 10 MW à la puissance des centrales photovoltaïques du Tibet.
En 2015, une deuxième phase est entamée pour porter sa capacité à 20 MW.